# 비틀스 부츠

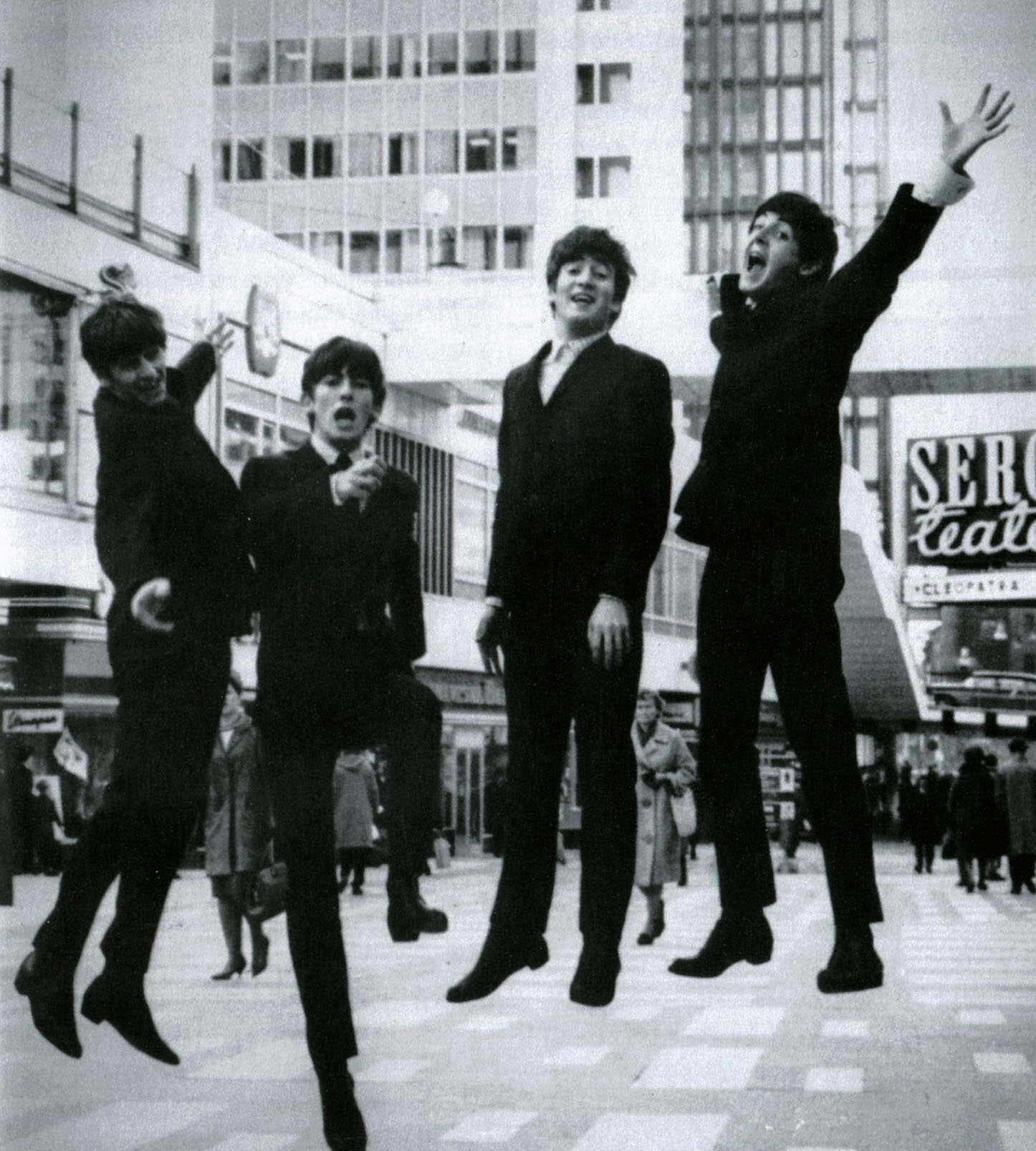
비틀즈 부츠를 착용한 1963년의 비틀즈

비틀즈 부츠(Beatle boot)는 1960년대 영국의 록 밴드 비틀즈가 착용해 유명해진 부츠의 한 양식이다. 이 부츠는 첼시 부츠의 변형이다. 이들의 공통점은 꽉 달라붙고, 중간 정도의 굽 높이에 발목까지 올라오며 앞은 뾰족히다. 이 스타일은 탄성이 있는 면과, 지퍼가 있다는 면을 특징으로 삼는다. 비틀즈 부츠는 남성용 하이힐 신발류로 재소개되었다.

## 역사
비틀즈의 새로운 의상 뒤에는 신발 스타일의 중대한 변화가 있었다. 시작은 아넬로 앤 데이비드라는 런던의 신발 회사에서 만든 첼시 부츠를 발견했을 때였다. 이 회사는 연예인들을 위한 신발을 만들었는데, 배우나 가수의 신발과 부츠, 발레리나와 탭 댄서의 특수 신발에 이르기까지 종류가 매우 다양했다. 192년 설립된 아넬로 앤 데이비드의 고객으로는 메릴린 먼로, 피터 유스티노프, 오슨 웰슨, 제인 폰다, 데이비드 니벤 등이 있었다. 이들은 뮤지컬 《캣츠》나 《맘마미아》, 주디 갈런드 주연의 《오즈의 마법사》에 신발을 협찬하기도 했다.
코번트 가든의 신발 가게 진열창에서 종아리에 딱 붙는 뾰족코의 앵클부츠를 실제 처름 본 사람이 비틀즈 멤버와 그들의 측근들 중 누구였는지는 워낙 오래전이라 알 수 없지만 비틀즈의 오랜 절친이자 애플사의 임시 경영자였던 닐 애스피널은 1962년 초에 있었던 일을 기억했다. 새해 첫날 데카 레코드에서 오디션을 보고 돌아오는 날이었다. 애스피널은 그때를 이렇게 회상했다. "우리는 섀프츠베리 애비뉴를 걸으며 주변에서 뭐 굉장한 거 살 것 없나 찾고 있었죠. 어느 길모퉁이에 부츠 가게 아넬로 앤 데이비드가 있었습니다." 조지 해리슨 역시 1962년 1월 1일의 런던 방문과 새 신발을 처음 보았던 일을 기억했다. "그 여행에서 그런 부츠를 처음 봤어요. 발목 부분에 고무 밴드가 있는 부츠였는데, 채링 크로스 로드에 위치한 아넬로 앤 데이비드에서 만들고 있다는 걸 알아냈죠."
사실은 파리에 간 존 레논과 폴 매카트니가 런던을 거쳐 리버풀로 돌아오는 길에 아넬로 앤 데이비드에서 첼시 부츠 한 켤레를 사 왔다는 말도 있다. 부츠를 본 해리슨과 피트 베스트가 당장 자기들 것을 주문했다는 것이다. 어느 쪽이든 비틀즈는 마침내 로이 오비슨이나 마크 볼란 같은 스타들의 뒤를 이어 아넬로 앤 데이비드에서 만든 쿠반 힐 첼시 부츠 네 켤레를 갖게 됐다. 약간 변형된 모양의 이 부츠는 비틀즈 부츠라는 이름으로 역사에 기록됐으며 오늘날 송아지 가죽으로 만든 비틀즈 부츠 한 켤레를 약 125파운드에 살 수 있다.

## 유명 착용자

### 실제 인물
- 칼 바렛[4]
- 비틀즈[5]
- 마이클 잭슨
- 엘비스 프레슬리
- 로이 오비슨
- 닐 테넌트
- 도어스
- 킹크스
- 소닉스
- 야드버즈
- 버즈
- 비치 보이스
- 스티브 루카서
- 라이언 로즈
- 다이달로스 호웰
- 이기 팝
- 킬스
- 러셀 브랜드
- 아멧 테파[6][7]
- 밥 딜런[8]
- 글루섬스[9]
- 롤링 스톤스[10]
- 알렉스 터너
- 릭키 에드워즈
- 앤디 워홀[11]

### 가공 인물
- 《비틀주스 애니메이션 시리즈》의 비틀주스
- 《닥터 후》의 11번째 닥터
- 《로키 호러 픽처 쇼》의 리프 라프[12]
- 《헤이 아놀드!》의 시드
- 《오스틴 파워 시리즈》의 오스틴 파워[13]
- 다 다크 타워 시리즈, 위저드 앤 글라스의 에디 딘

## 참고 문헌
- 브라이언, 사우널 (2014). 《The Beatles in 100 Objects》 [비틀즈 100]. 아트북스. ISBN 978-89-6196-172-1. 2017년 4월 25일에 확인함.